# Panic! at the Disco
Panic! at the Disco bio je američki pop-rock sastav. Osnovan u Las Vegasu, Nevada 2004. godine, od strane srednjoškolskih prijatelja Ryana Rossa (gitara) i Spencera Smitha (bubnjevi), da bi se potom sastavu pridružili i Brendon Urie (vokal i gitara) i Brent Wilson (bas). Nakon nekoliko promjena u postavi, djelovao je kao samostalni projekt frontmena Urieja, od 2015. do prestanka svojeg postojanja 2023. godine.
Sastav je snimio svoje prve demo snimke dok su bili u srednjoj školi. Ubrzo nakon toga snimili su i objavili svoj debitantski studijski album, A Fever You Can't Sweat Out (2005.). Populariziran drugim singlom "I Write Sins Not Tragedies", album je u SAD-u dobio trostruku platinastu certifikaciju. Godine 2006. Wilson je otpušten iz sastava tijekom svjetske turneje, a potom ga je zamijenio Jon Walker. Drugom albumu sastava, Pretty. Odd. (2008.), prethodio je singl "Nine in the Afternoon". Album je označio značajno odstupanje od zvuka debitantskog albuma sastava. Ross i Walker, koji su podržavali novi smjer sastava, otišli su jer su Urie i Smith htjeli napraviti daljnje promjene u njegovom stilu. Ross i Walker potom su osnovali vlastiti, Young Veins, ostavljajući Urieja i Smitha kao jedine preostale članove prvobitnog sastava.
Nastavljajući kao duo, Urie i Smith objavili su novi singl "New Perspective" za film Jennifer's Body, te su angažirali basista Dallona Weekesa i gitarista Iana Crawforda kao glazbenike na turneji za nastupe uživo. Weekes je kasnije 2010. godine primljen u sastav kao stalni član. Treći studijski album, Vices & Virtues (2011.), snimili su samostalno Urie i Smith tijekom 2010. godine, a producirali su ga John Feldmann i Butch Walker. Crawford je otišao nakon završetka turneje za Vices & Virtues 2012. godine. Kao trojac, Urie, Smith i Weekes snimili su i objavili četvrti studijski album, Too Weird to Live, Too Rare to Die!, 2013. godine. Prije izlaska albuma, Smith je neslužbeno napustio sastav zbog zdravstvenih problema i problema povezanih s drogom, ostavljajući Urieja i Weekesa kao preostale članove. Duo je angažirao gitarista Kennetha Harrisa i bubnjara Dana Pawlovicha kao turnejske glazbenike za nastupe uživo.
Godine 2015. Smith je službeno napustio sastav nakon što nije nastupao uživo od svojeg odlaska još 2013. godine. Ubrzo nakon toga, Weekes se ponovno vratio turnejama, što je rezultiralo time da Panic! postane Uriejev solo-projekt. U travnju 2015. objavljen je singl "Hallelujah" kao prvi s petog studijskog albuma, Death of a Bachelor (2016.). U prosincu 2017. Weekes je službeno objavio svoj odlazak iz sastava, a Nicole Row ga je zamijenila u postavi na turneji. U ožujku 2018. sastav je objavio "Say Amen (Saturday Night)", kao glavni singl sa svog šestog studijskog albuma, Pray for the Wicked (2018.), koji je objavljen u lipnju. Sedmi studijski album, Viva Las Vengeance, objavljen je 19. kolovoza 2022. godine. Nakon završetka turneje Viva Las Vengeance u ožujku 2023. godine, Urie je službeno raspustio sastav.

## Diskografija

### Studijski albumi
- A Fever You Can't Sweat Out (2005.)
- Pretty. Odd. (2008.)
- Vices & Virtues (2011.)
- Too Weird to Live, Too Rare to Die! (2013.)
- Death of a Bachelor (2016.)
- Pray for the Wicked (2018.)
- Viva Las Vengeance (2022.)